# Лорд главный стюард Шотландии
Лорд главный стюард Шотландии (англ. Lord High Steward of Scotland) — церемониальная должность в Шотландском королевстве, а после акта об Унии 1707 года — в Великобритании. Первоначально должность занимали представители рода Стюартов, родовое прозвание которых произошло от названия должности. После того как Роберт Стюарт в 1371 году стал королём Шотландии (под именем Роберта II), должность стали занимать наследники шотландского престола. Актом парламента 27 ноября 1469 года должность была фактически объединена с титулом «принц Шотландии» и закреплена в титулатуре наследников шотландского (а с 1707 года — британского) престола вместе с несколькими другими титулами под названием «принц и великий стюард Шотландии» (англ. Prince and Great Steward of Scotland).

## История
История должности тесно связана с шотландским родом Стюартов, родоначальник которого, Уолтер Фиц-Алан (около 1110 — 1177), третий сын Алана Фиц-Флаад, привилегированного бретонского рыцаря на службе английского короля Генриха I, поступил около 1136 года на службу к шотландскому королю Давиду I. К концу правления Давида I Уолтер получил должность королевского дапифера или стюарда короля Шотландии (лат. dapifer regis Scotie), которая стала наследственной. Во время правления короля Малькольма IV он получил обширные владения с центром в Ренфру, ставшие основой территориального могущества Стюартов.
Уолтер Фиц-Алан (умер в 1241 году), 3-й стюард Шотландии, по достижении совершеннолетия около 1219 года принял более достойное название должности — сенешаля Шотландии (лат. senescallus Scotie), а в 1232 году занимал должность юстициария Скотии (Шотландии). Именно при Уолтере начался тесный союз Стюартов с другим знатным шотландским родом, Брюсами.
Сыновья Уолтера играли заметную роль в истории Шотландии 2-й половины XIII века. Александр Дандональдский (умер в 1282 году) название должности «Сенешаль Шотландии» окончательно вытеснило название «стюарда короля Шотландии», намекая на главную государственную должность, имеющую важное национальное значение. Его же брат Уолтер Баллок, получивший посредством брака титул графа Ментейта, хотя и не занимал должность стюарда, первым из рода присвоил себе родовое прозвание «Стюард», которое позже трансформировалось в «Стюарт».
Джеймс Стюарт (умер в 1309), сын и наследник Александра Дандональдского, как и отец был заметной фигурой в шотландской политике на протяжении всего периода, что он занимал должность сенешаля Шотландии. Он был одним из советников короля Александра III, а после его смерти в 1286 году стал одним из 6 регентов, управлявших Шотландским королевством. Он поддерживал претензии на шотландский трон Роберта V Брюса, лорда Аннандейла, в 1297—1304 годах был одним из главных лидеров в борьбе за независимость Шотландии от Англии, а позже стал сторонником Роберта Брюса, внука своего прежнего союзника, когда тот в 1306 году под именем Роберта I короновался Шотландской короной. Поддерживал Брюса и наследовавший Джеймсу второй сын, Уолтер Стюарт (умер 9 апреля 1327 года), который в 1314 году командовал одним из четырёх шотландских отрядов в победной для них битве при Бэннокбёрне, а позже стал одним из главных советников короля. Союз Стюартов и Брюсов был закреплён в 1315 году браком Уолтера с Марджори Брюс, старшей дочерью Роберта I. В итоге родившийся в этом браке сын, Роберт Стюарт (2 марта 1316 — 19 апреля 1390), оказался наследником своего дяди, бездетного короля Давида II Брюса. В 1346—1357 годах, когда шотландский король после поражения в битве при Невиллс-Кроссе находился в английском плену, именно Роберт был опекуном (регентом) Шотландии. В 1342 году он получил титул графа Атолла, который носил до 1367 года, а в 1359 году — титул графа Стратерна, хотя он по сути контролировал графство уже с 1346 года. Хотя в последние годы правления Давида II отношения между дядей и племянником были напряжёнными, после смерти короля в 1271 году новым правителем Шотландии был избран именно Роберт Стюарт, приняв имя «Роберт II», передавший должность стюарда своему старшему сыну Джону (будущему королю Шотландии под именем «Роберт III»).
После восхождения Роберта II на престол должность «стюард Шотландии» утратила прежнее значение, став церемониальной должностью, которая присваивалась наследнику короля Шотландии.
27 ноября 1469 года актом шотландского парламента было постановлено, что наследник престола получает баронию Бьют с замком Ротсей и титулы герцога Ротсей, графа Каррика барона Ренфру в качестве пэра Шотландии вместе с достоинством «принца и стюарда Шотландии и лорда Островов». Последние титулы, судя по всему, носились наследниками и раньше и больше относились к территориальным владениям и не являлись пэрскими. После того как в 1603 году король Шотландии Яков VI стал также королём Англии и Ирландии, объединив в руках 3 короны, эти титулы стали добавляться к традиционно присваиваемого наследнику титула герцога Корнуолльского. После того как в 1707 году английская и шотландская короны были объединены, этот порядок сохранился.
В настоящее время должность принца и главного (великого) стюарда Шотландии занимает носит Уильям, принц Уэльский, наследник короля Великобритании Карла III.

## Стюарды Шотландии
- 1150-е — 1177: Уолтер Фиц-Алан (около 1110 — 1177), стюард короля Шотландии с 1150-х годов[2].
- 1177—1204: Алан Фиц-Уолтер (около 1150 — 1204), стюард короля Шотландии с 1177 года, сын предыдущего[2].
- 1204—1241: Уолтер Фиц-Алан (около 1198 — 1241), стюард короля Шотландии с 1204 года, сенешаль Шотландии с около 1219 года, юстициарий Шотландии с 1232 года, сын предыдущего[2].
- 1241—1282: Александр Дандональдский (около 1220 — 1282), стюард и сенешаль Шотландии с 1241 года, сын предыдущего[2].
- 1282—1309: Джеймс Стюарт (около 1260 — 1309), сенешаль Шотландии с 1282 года, регент Шотландии в 1286—1289 годах, сын предыдущего[2].
- 1309—1327: Уолтер Стюарт (около 1296 — 9 апреля 1327), сенешаль Шотландии с 1309 года, сын предыдущего[2].
- 1327—1371: Роберт Стюарт (2 марта 1316 — 19 апреля 1390), сенешаль Шотландии в 1327—1371 годах, граф Атолл в 1342—1367 годах, регент Шотландии в 1346—1357 годах, граф Стратерн в 1357—1369 и 1370—1371 годах, король Шотландии (под именем «Роберт II») с 1371 года, сын предыдущего[3][6].
- 1371—1390: Джон Стюарт (1335 — 4 апреля 1406), граф Каррик с 1368 года, стюард (сенешаль) Шотландии с 1371 года, граф Атолл с 1379 года, король Шотландии (под именем «Роберт III») с 1390 года, старший сын шотландского короля Роберта II Стюарта[7][8].

В дальнейшем должность оказалась объединена с титулом «принц Шотландии» и её носили наследники сначала шотландского, а потом и британского престола.